# Monte-Rosa-Hütte
Die Monte-Rosa-Hütte ist eine Berghütte der Sektion Monte Rosa des Schweizer Alpen-Clubs im Monte-Rosa-Massiv der Walliser Alpen.

## Lage
Die Hütte steht auf 2883 m ü. M. am nordwestlichen Fuss des Monte-Rosa-Massivs auf einem abfallenden Felsplateau, das «Plattje» genannt wird. Unterhalb der Hütte liegt der Gornergletscher, benannt nach dem Gornergrat, Endstation der Gornergratbahn. Den Umkreis der Hütte bilden die Viertausender Castor, Pollux, Liskamm und das Monte-Rosa-Massiv mit der Dufourspitze. Richtung Westen bietet die Hütte den Blick auf das Matterhorn.

## Zugang
Man erreicht die Hütte in drei bis vier Stunden von der Bahnstation Rotenboden der Gornergratbahn aus. Der anspruchsvolle Weg über den Gornergletscher ist «weiss-blau-weiss» als Alpine Route signalisiert. Steigeisen und Seil sind für die Gletschertraversierung unerlässlich. Ortsunkundigen sowie unerfahrenen Bergsteigern wird die Bergtour nur in Begleitung eines Bergführers empfohlen. Durch den Rückgang des Gornergletschers in den letzten Jahren wurde der Hüttenweg länger und schwieriger. Der Abstieg vom Rotenboden zum Gletscher sowie der Aufstieg zur Hütte führt über steile Moränen und Felsen. Als Tagestour ist der Besuch der Monte-Rosa-Hütte nur für konditionell starke Berggänger geeignet.
Im Winter besteht zusätzlich die Möglichkeit vom Stockhorn, das über einen Skilift erreicht wird, mit Skiern in etwa anderthalb Stunden zur Hütte zu gelangen.

## Alte Monte-Rosa-Hütte (1894–2010)

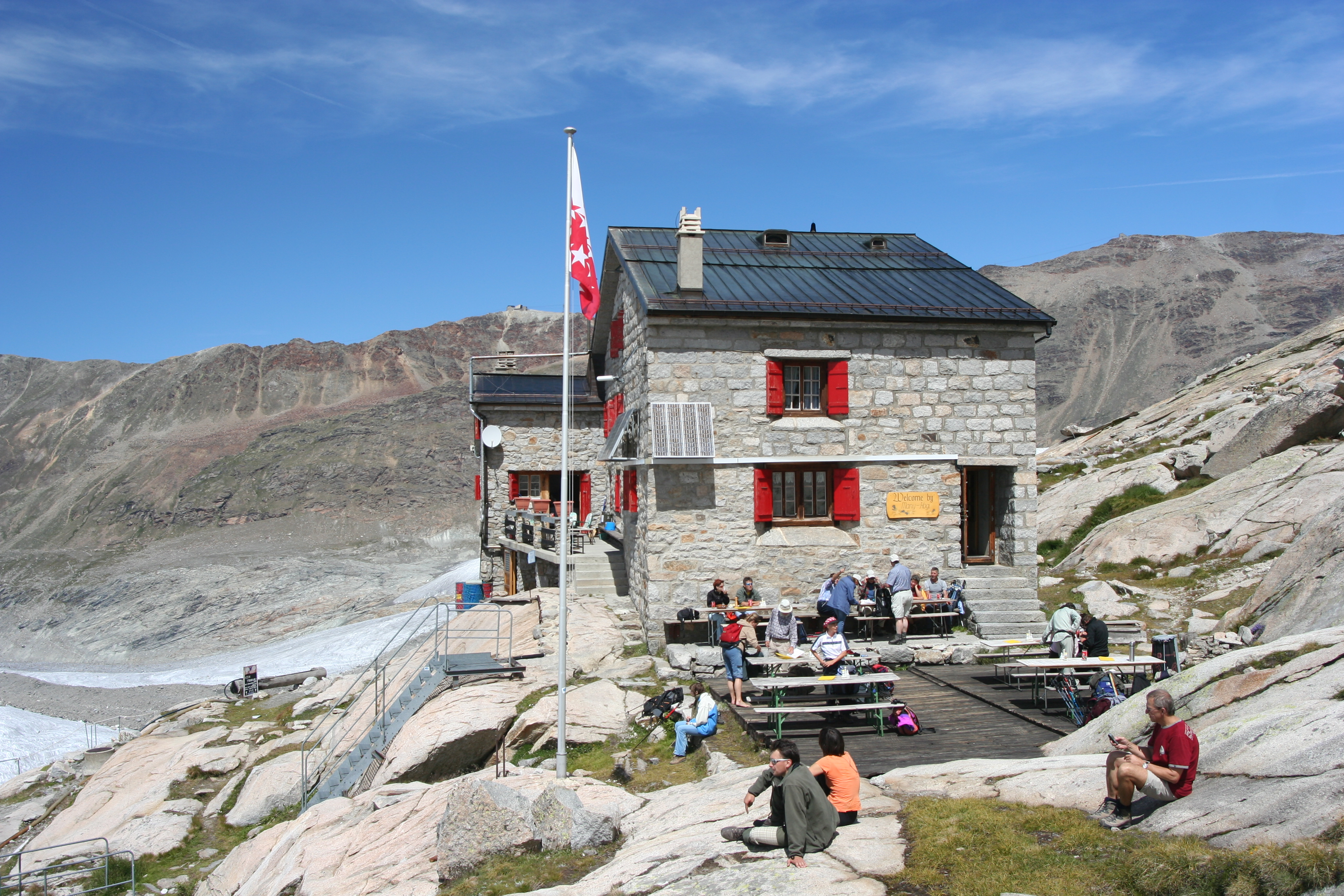
Alte Monte-Rosa-Hütte

1894 und 1895 wurde die Hütte «Bétemps» – benannt nach einer Familie, die den Bau finanziell ermöglicht hat – mit 25 Plätzen als Eigentum des Central-Comités (CC) des Schweizer Alpen-Clubs (SAC) errichtet. 1918 wurde die Hütte vergrössert, wodurch es zusätzliche 20 Unterkunftsplätze gab. 1929 schenkte das Central-Comité die Hütte der Sektion Monte Rosa, diese begann einen Umbau. Seit diesem Zeitpunkt heisst sie Monte-Rosa-Hütte. 1939/1940 wurde eine neue Hütte mit 86 Plätzen gebaut, 1972 die Kapazität mit 146 Plätzen fast verdoppelt, und ab 1984 zählte die Hütte sogar 160 Plätze. Die in den Jahren 2008–2009 erbaute neue Hütte hat nun 120 Plätze. Die Monte-Rosa-Hütte zählte zu den grössten Berghütten der Schweiz.
Nach Nutzungsaufnahme der Neuen Monta-Rosa-Hütte wurde die alte Hütte für über 100'000 Franken rückgebaut und am 14. Juli 2011  durch eine WK-Einheit des Katastrophenhilfe-Bataillons 1 der Territorialregion 1 mit über 100 Kilogramm militärischem Plastiksprengstoff gesprengt.

## Neue Monte-Rosa-Hütte (ab 2008)

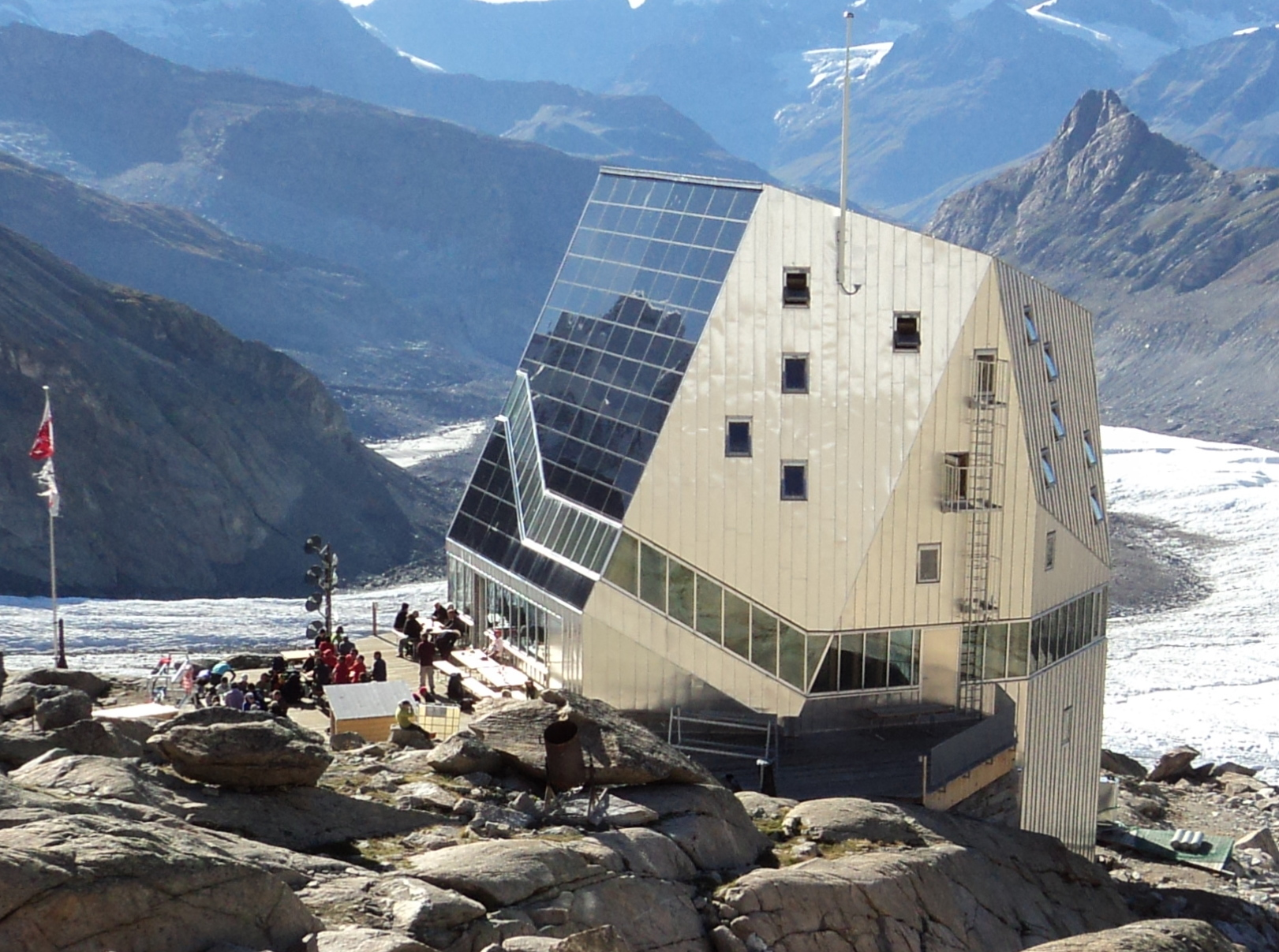
Die neue Hütte von der bergseitigen, zum Monte-Rosa-Massiv hin gelegenen Seite gesehen, im Hintergrund der Grenzgletscher

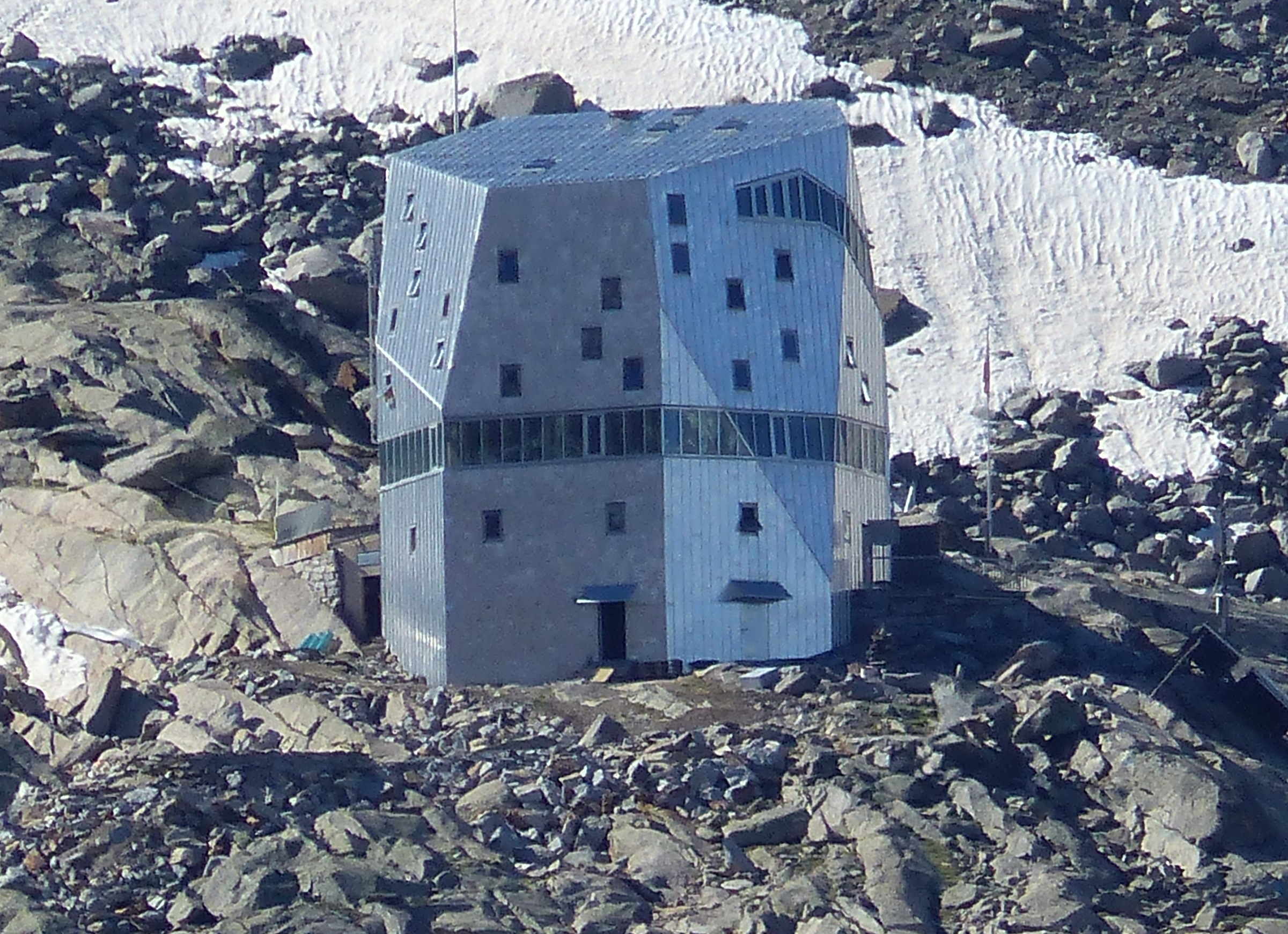
Die Hütte im Sommer

Zum 150-Jahre-Jubiläum der ETH Zürich wurde rund 100 Meter oberhalb der alten Hütte die «Berghütte der Zukunft» errichtet. Nach einer Planungszeit von rund sechs Jahren – davon vier Semester Entwurf als Studierendenprojekt – und einer Bauphase von zwei Sommern wurde die neue Monte-Rosa-Hütte «Bergkristall» am 25. September 2009 eröffnet. Auf einem oktogonalen Stahlbetonsockel von 16 m Durchmesser wurden fünf Geschosse gebaut, die 120 Übernachtungsgästen Platz bieten. Das neue Gebäude, das digital geplant und im CNC-Zuschnitt in Holzbauweise mit Aluminiumhülle erstellt wurde, verwirklicht den Gedanken nachhaltiger Energienutzung: Die zu Beginn vereinzelt wegen ungenügender Leistung kritisierte Photovoltaikanlage an der Südfassade mit 16 kWp kann nach Anfangsproblemen dank Batterien 90 Prozent des Energiebedarfs decken, die Belüftungsanlage arbeitet mit Wärmerückgewinnung. Der Wasserkreislauf für Toilettenanlage, Kläranlage und Waschmaschine wurde ebenso optimiert wie die intelligente und vernetzte Haustechnik. Für Schlechtwetterperioden steht ein mit Rapsöl und Diesel betriebenes Blockheizkraftwerk zur Verfügung. Die Baukosten betrugen 6,4 Millionen Franken, der SAC steuerte 2,15 Millionen bei, der Rest wurde durch Gönner und Spender gedeckt.
Im März 2010 nahm die Neue Monte-Rosa-Hütte den normalen Gästebetrieb auf, sie diente der ETH Zürich aber auch in den fünf Folgejahren als Forschungsobjekt in den Bereichen Energie- und Gebäudetechnik. Ab 2014 funktionierte die überarbeitete Kläranlage wie gewünscht, bei der alten Hütte war das gesamte Abwasser ungereinigt in den Gletscher geleitet worden.

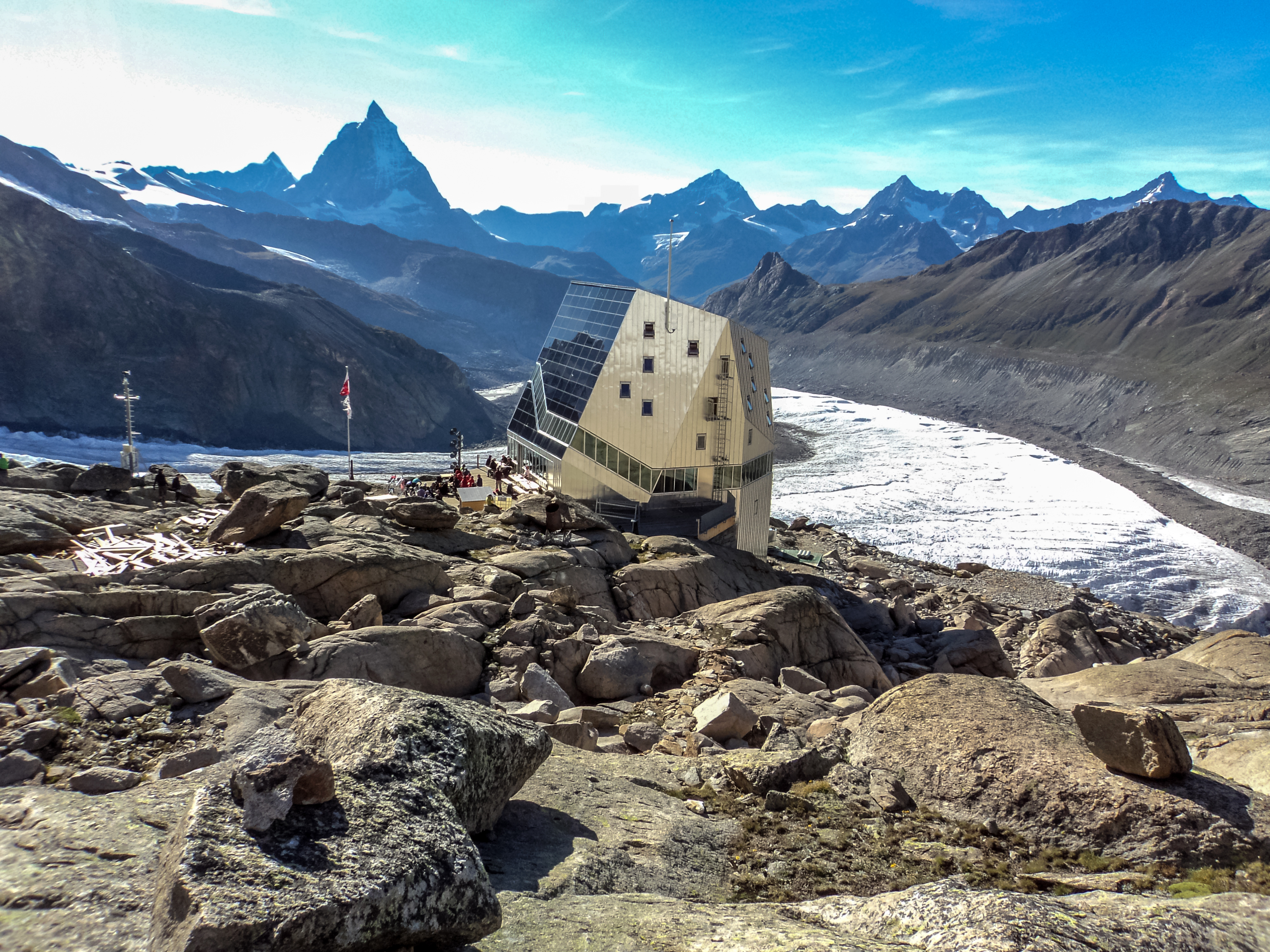
Neue Monte-Rosa-Hütte
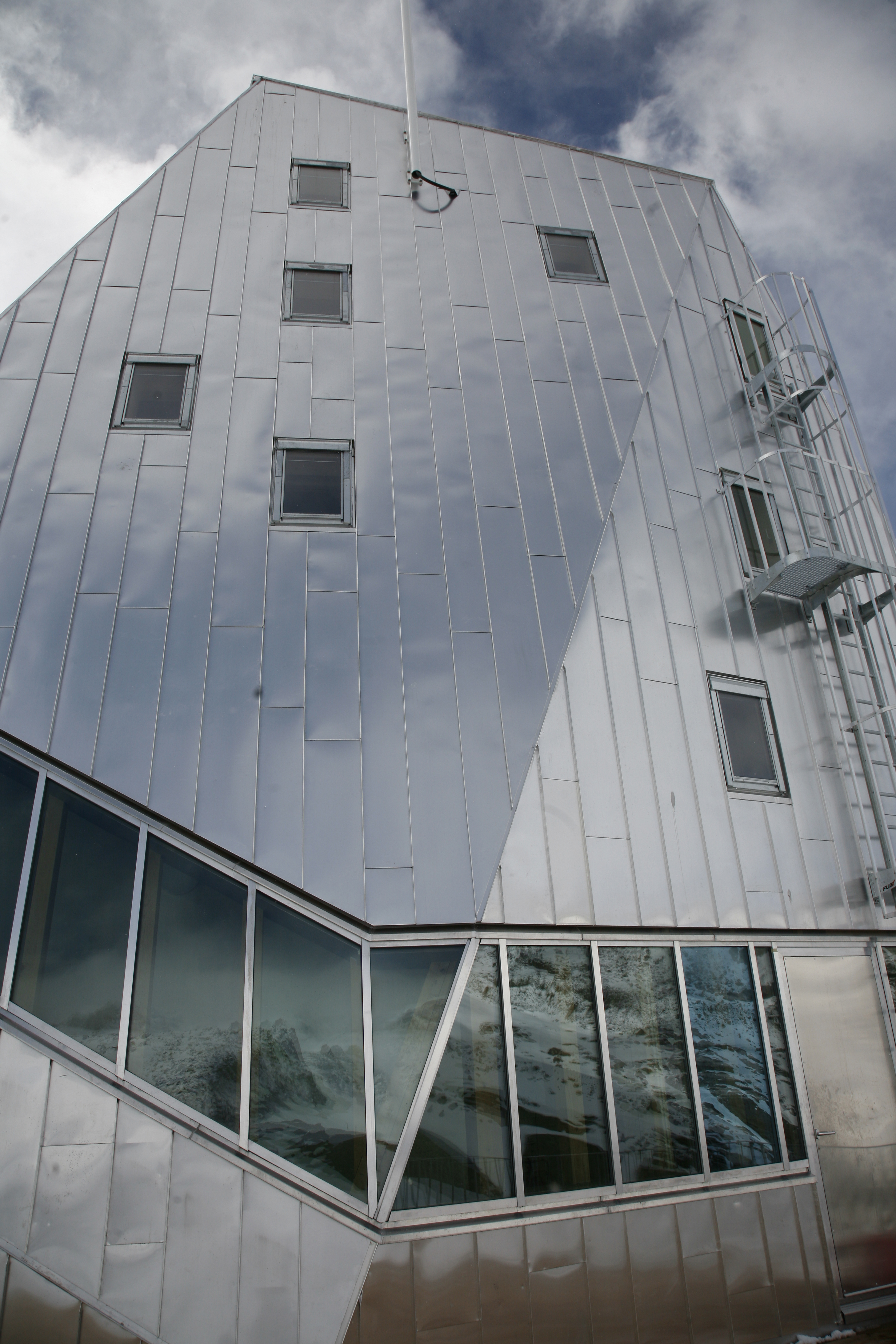
Neue Monte-Rosa-Hütte
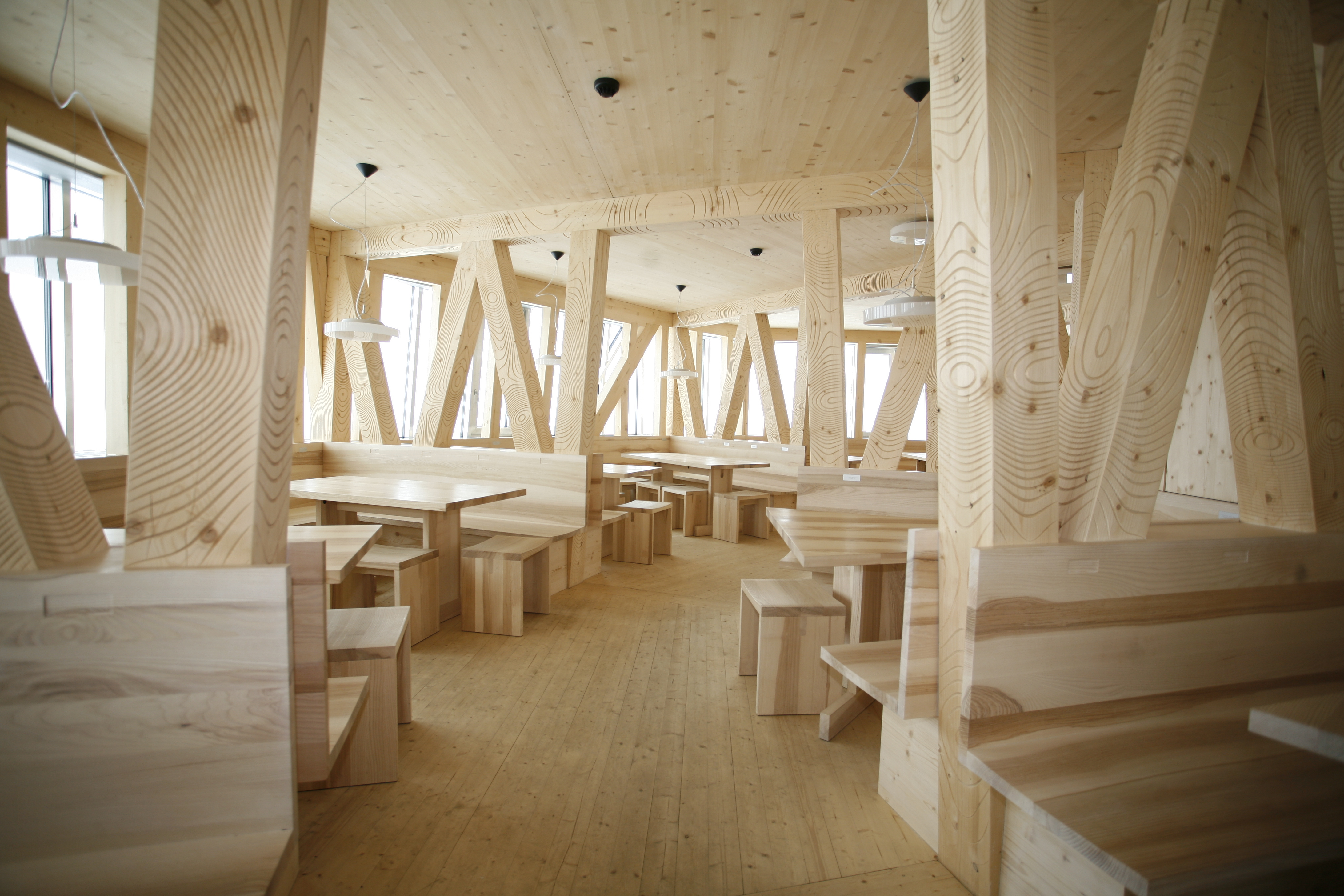
Innenraum der neuen Monte-Rosa-Hütte
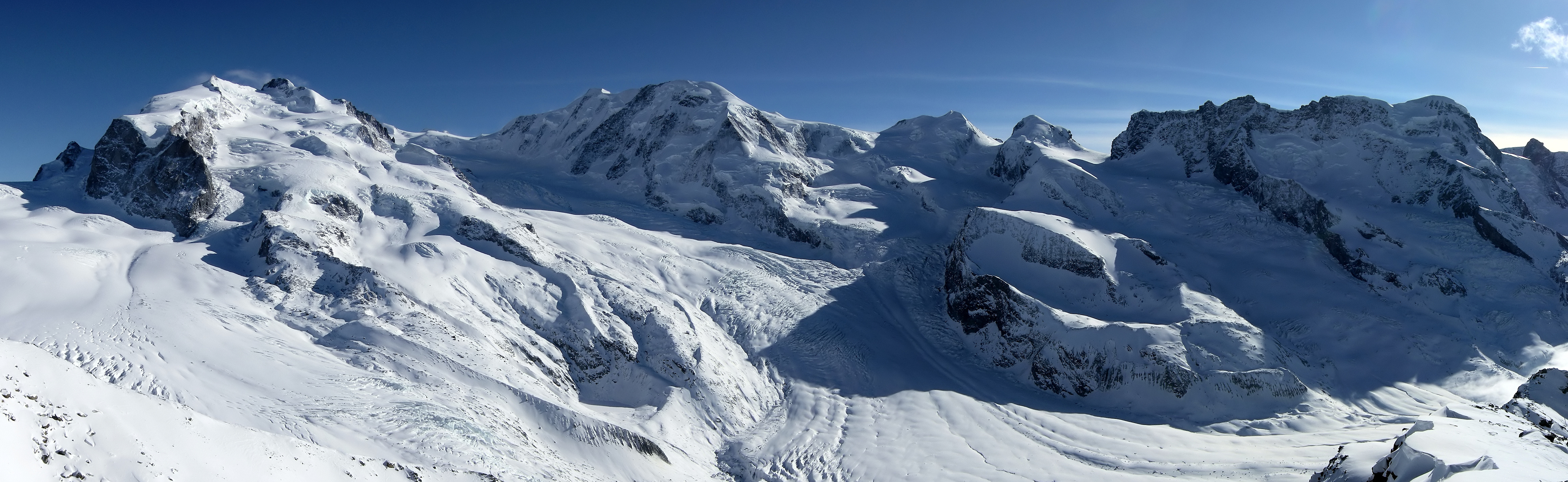
Panoramafoto der Umgebung von 2010 mit der alten und der neuen Hütte links unterhalb der Bildmitte; in der Grossansicht des Bildes markiert.

## Besteigungsmöglichkeiten
- Monte-Rosa-Massiv, Dufourspitze, Nordend, Signalkuppe, Jägerhorn, Liskamm, Castor und Pollux, Cima di Jazzi.
- Alpine Wanderung zur Gnifetti-Hütte via Lisjoch oder zur Britanniahütte via Adlerpass.

## Karten
- Landeskarte der Schweiz Blatt 1348 Zermatt (1:25.000)
- Landeskarte der Schweiz Blatt 2515 Zermatt-Gornergrat (1:25.000)
- Landeskarte der Schweiz Blatt 5028T Monte Rosa - Matterhorn (1:50.000)
- Landeskarte der Schweiz Blatt 284T Mischabel  (1:50.000)[12]